# Kurt Sperrhake
Kurt Sperrhake (* 7. Juni 1909 in Eisenberg; † 17. Juni 1991 in Passau) war ein deutscher Klavierbaumeister sowie Gründer und Leiter der Klavier- und Cembalobaufirma Sperrhake Passau.

## Leben und Werk
Kurt Sperrhake absolvierte zunächst eine Metzgerlehre, bevor er eine Lehre als Klavierbauer und seine anschließende Gesellenzeit absolvierte. Nach seiner Fachausbildung kam er 1933 über Bochum, Gera, Landshut und Wilhelmshaven nach Passau. Hier legte er 1937 seine Meisterprüfung als Klavierbauer ab. 1942 eröffnete er ein Klavierfachgeschäft im Passauer Steinweg. Hier verkaufte er zunächst Klaviere und Cembali der Marke Ammer. 1946 erweiterte er die Fachwerkstätte des Geschäftes. 1954 baute er einen neuen Fachbetrieb in der Neuburger Straße in Passau auf. 1968 übergab er den Betrieb an seinen Sohn Horst Sperrhake (1940–2005).
1946 begann Kurt Sperrhake mit dem Bau von Cembali. Als erfolgreicher Unternehmer konnte er seine Klaviere, Cembali, Spinette und Klavichorde unter anderem nach Südafrika, Paris, Brüssel, in den Vatikan und vor allem in die USA vermarkten. Er entwickelte seine Firma zum weltgrößten Hersteller von Cembali und Spinetten. Ende der 1960er Jahre beschäftigte dieses Unternehmen um die 65 Mitarbeiter und lieferte bis zu 600 Cembali pro Jahr aus.